# Varacieux
Varacieux – miejscowość i gmina we Francji, w regionie Owernia-Rodan-Alpy, w departamencie Isère.
Według danych na rok 1990 gminę zamieszkiwały 682 osoby, a gęstość zaludnienia wynosiła 37 osób/km² (wśród 2880 gmin regionu Rodan-Alpy Varacieux plasuje się na 996. miejscu pod względem liczby ludności, natomiast pod względem powierzchni na miejscu 571.).